# Marduk-apla-iddina I
Marduk-apla-iddina I (ortografia cuneiforme d AMAR. UTU-IBILA-SUM- na, significato in accadico: "Marduk ha dato un erede"), (... – 1159 a.C.) fu il 34º re dei Cassiti di Babilonia ca. 1171–1159 a.C. (Cronologia bassa).
Era il figlio e il successore di Meli-Šipak II, dal quale aveva precedentemente ricevuto terre, come registrato su un kudurru, e regnò per 13 anni, durante il travagliato periodo noto come "Collasso dell'Età del Bronzo" che oscurò gli eventi a lui contemporanei.

## Biografia
Affermò, come suo padre, di discendere da Kurigalzu ed evidentemente teneva la corte nella stessa Dūr Kurigalzū perché le tavolette trovate nelle rovine bruciate del quartiere di Tell-el-Abyad che segnarono la successiva distruzione Elamita della città, sono datate nelle prime due anni del suo regno. Questi includono elenchi di indumenti ricevuti o distribuiti per il nuovo anno, o Akītu, festa e indicano una normale relazione economica con i vicini occidentali e orientali di Babilonia, rispettivamente i subariani e gli elamiti, i cui cantanti apparentemente intrattenevano la famiglia reale. I documenti sopravvissuti al suo regno risalgono solo al suo sesto anno e includono la sua riparazione del tempio di E-zida a Borsippa, dove ha accreditato il dio Enlil per averlo elevato alla regalità nonostante lo abbia registrato in un'iscrizione interamente dedicata a Marduk.
Ci sono prove di un fiorente commercio di indumenti di lana con commercianti assiri, e numerose concessioni di terre reali nella Babilonia settentrionale e soprattutto nord-orientale. La cronaca dei prezzi di mercato riferimento al suo 21º anno, ma nessuno dei due re con questo nome ha governato per più di 13 anni. Come i suoi due predecessori, alcuni testi economici mostrano una curiosa formula della doppia datazione che deve ancora essere spiegata in modo soddisfacente. La lista dei re sincronici riporta il suo contemporaneo assiro come Ninurta-apal-Ekur, il che è improbabile in quanto viene mostrato anche contro i primi due re kassiti, nonostante il suo breve regno.

### Kudurru

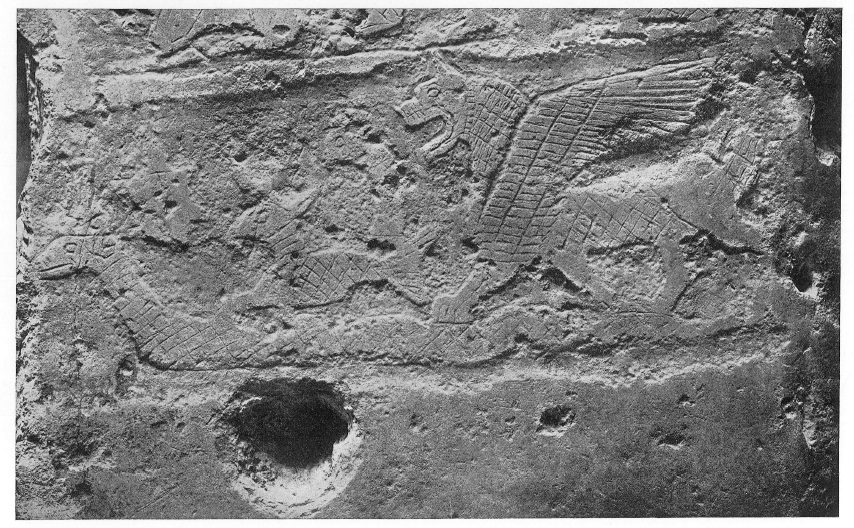
Particolare di un kudurru di Marduk-apla-iddina I.

Sopravvivono diversi kudurru, o pietre di confine, che documentano grandi donazioni di terra ed esenzioni fiscali durante il suo regno. Marduk-zākir-šumi, il bēl pīḫati, o governatore provinciale, era il beneficiario di un pezzo di terra come premio del re. Era figlio di Nabû-nadin-aḫe, nipote di Rimeni-Marduk, pronipote di Uballissu-Marduk, che era stato šatammu, o un funzionario sotto il regime di Kurigalzu II e discendente di Arad-Ea, um-mi-a- niğ 2 -kas 7, studioso di contabilità. Le sue responsabilità includevano ispettore del tempio e della terra e controllore del lavoro forzato. Uno dei testimoni era Nabû-šakin-šumi, descritto anche come "figlio di" Arad-Ea. Un'altra stele riporta che Ina-Esağila-zēra-ibni, “figlio di” Arad-Ea, misurò un campo, dopo aver sostituito il precedente geometra.
Il simbolo dello stilo, che rappresenta il dio della scrittura e della saggezza, Nabu, fa la sua prima apparizione su uno dei suoi kudurru. Un kudurru viene fornito con un'insolita trinità di dei nella sua invocazione di una maledizione divina, "Possano Nabû, Nanaya e Tašmētum, signori dei decreti e delle decisioni, circondarlo di male e cercarlo per la sfortuna."
La continuità del regno con quelli precedenti alla dinastia è evidente in un kudurru che fornisce la conferma di una precedente concessione di terra da parte di Adad-šuma-uṣur e una copia di un kudurru dal regno di Nazi-Maruttaš, l'originale di cui è andato distrutto quando un muro è crollato su di esso. I kudurru sono stati utilizzati anche per registrare gli insediamenti legali, e due esempi includono una causa riguardante terreni nella provincia di Ḫudadu (Baghdad?), sul confine elamita a est del Tigri dal suo anno di adesione, e una registrazione legale azioni su un campo.

### Elenco deikudurrudatati a questo regno
Circa diciotto kudurru potrebbero essere assegnati al suo regno sulla base della storia dell'arte della loro iconografia. Di seguito sono elencati quelli che effettivamente lo identificano come il monarca nei loro testi:
- Kudurru della concessione della terra a Marduk-zākir-šumi, il bēl pīḫati[i 9]
- Kudurru della concessione di terreni a Munnabittu[i 12]
- Kudurru di Uzbi-Enlil[i 14]
- Kudurru spezzato di Marduk-apla-iddina[i 13]
- Kudurru di Adad-bēl-kala che conferma un dono del precedente re Adad-šuma-uṣur[i 10]
- Kudurru frammentario di Marduk-apla-iddina[i 15]
- Kudurru di Teheran[i 16]

Al regno di Marduk-apla-iddina I è datata anche la copia in pietra del Kudurru di Nazimaruttaš.

### Fine del regno
Gli eventi alla fine del suo regno sono incerti ma è chiaro da fonti successive che si concluse drammaticamente, quando le truppe elamite guidate da Shutruk-Nahhunte, che aveva sposato una sorella di Marduk-apla-iddina, invasero Babilonia e saccheggiarono diverse città, compresa la capitale. Se questi eventi siano stati la causa della sua scomparsa, o se siano seguiti a una crisi di successione in cui Zababa-šuma-iddina, un individuo la cui relazione con Marduk-apla-iddina è sconosciuta, ha tentato di succedergli alla regalità, deve ancora essere determinato.
Il testo della Profezia A potrebbe ritrarlo nella figura del quarto re, il cui regno di 13 anni termina con un attacco elamita ad Akkad, il bottino di Akkad portato via, confusione, disordine sociale, usurpazione e carestia, eventi che sembrano rispecchiare gran parte di ciò che si sa di questo periodo.

### Esplicative
1. ↑  dAG dNa-na-a ù dTaš-me-tum bēlē šipṭi u purussê ana lemutti lisḫurūš ana la ṭābti [liš]te'uš.

### Bibliografiche
1. ↑   Douglas B. Miller, R. Mark Shipp, An Akkadian Handbook, Eisenbrauns, 1996,  p. 58.
2. ↑   Wiseman DJ, XXXI: Assyria and Babylonia, 1200-1000 B.C., in Edwards IES (a cura di), Cambridge Ancient History, Volume 2, Part 2, History of the Middle East and the Aegean Region, c. 1380-1000 BC, Cambridge University Press, 1975,  p. 445.
3. 1 2  Brinkman 1976.
4. ↑   J. A. Brinkman, Reallexikon Der Assyriologie Und Vorderasiatischen Archäologie: Libanukasabas - Medizin, a cura di Dietz Otto Edzard, vol. 7, Walter De Gruyter, 1999,  p. 374.
5. ↑   Tallay Ornan, The Triumph of the Symbol: Pictorial Representation of Deities in Mesopotamia and the Biblical Image Ban, Vandenhoeck & Ruprecht, 2005,  p. 47.
6. ↑   Irving L. Finkel, Markham J. Geller, Sumerian gods and their representations, STYX Publications, 1997,  p. 71.
7. ↑   Ursula Seidl, Die Babylonischen Kudurru-Reliefs: Symbole Mesopotamischer Gottheiten, Academic Press Fribourg, 1989,  pp. 33–40, 222.
8. ↑  Slanksi, p. 296.
9. ↑   Tremper Longman, Fictional Akkadian autobiography: a generic and comparative study, Eisenbrauns, July 1, 1990,  p. 161.

### Lista delle iscrizioni
1. ↑  Kudurru di Gula, Sb 31, ed. come MDP X 95.
2. ↑  Concessione di terra a Marduk-apla-iddina - kudurru Sb 22, ritrovato a Susa ed oggi al Louvre.
3. ↑  Kinglist A, BM 33332, ii 13.
4. ↑  Namely, tablet IM 50025.
5. ↑  VS 1, 34, VAT 4131.
6. ↑  IM 49992.
7. ↑  Chronicle of Market Prices (ABC 23), BM 48498, lines 10 and 11.
8. ↑  Synchronistic King List ii 9.
9. 1 2 3  Kudurru di concessione terriera a Marduk-zākir-šumi, BM 90850, ed. come BBSt 5.
10. 1 2  Kudurru di Adad-bēl-kala AS 6035 (Sb 169) ed. come MDP VI 42.
11. 1 2  Kudurru di Nazi-Maruttaš, Sb 21, ed. come MDP II 86.
12. 1 2  Kudurru di concessione terriera a Munnabittu , Sb 26, ed. come MDP VI 31.
13. 1 2  Kudurru di Marduk-apla-iddina, Sb 33 (AS 6018), ed. come MDP 6 39.
14. ↑  Kudurru di Uzbi-Enlil, IM 67953, ed. in Sumer 23 (1967) 45–67, pl. 1–6.
15. ↑  Kudurru di Marduk-apla-iddina, NBC 9502, parzialmente ed. come Hallo & Simpson (1988) 100, fig. 21.
16. ↑  Kudurru di Tehran, ed. come Borger AfO 23 (1970) 1–11.
17. ↑  Prophecy A, tablet VAT 10179, KAR 421.